# Міхаель Рензінг
Міхаель Рензінг (нім. Michael Rensing; * 14 травня 1984, Лінген, ФРН) — колишній німецький футболіст, воротар. Виступав за «Баварію», «Кельн», «Баєр 04» та «Фортуну» (Дюссельдорф).

## Кар'єра
В «Баварію» Рензінг перейшов у 2000 році із клубу «ТуС Лінген» і став основним гравцем молодіжної команди. В сезоні 2002—2003 він був переведений в другу команду «Баварії», а на початку наступного сезону був переведений до основної команди, де став багаторічним дублером легенди клубу Олівера Кана.
Дебютний матч в Бундеслізі Міхаель зіграв 21 лютого 2004 року проти «Гамбурга», в якому «Баварія» перемогла з рахунком 1:0.
В сезоні 2005/06 Міхаель дебютував в Лізі чемпіонів в матчі проти «Мілана» (1:1), замінюючи травмованого Кана

## Статистика клубної кар'єри
| Клуб              | Сезон             | Чемпіонат | Чемпіонат | Кубок | Кубок | Єврокубки | Єврокубки | Усього | Усього |
| Клуб              | Сезон             | Ігри      | Голи      | Ігри  | Голи  | Ігри      | Голи      | Ігри   | Голи   |
| ----------------- | ----------------- | --------- | --------- | ----- | ----- | --------- | --------- | ------ | ------ |
| Баварія           | 2003—04           | 2         | 0         | 0     | 0     | 0         | 0         | 2      | 0      |
| Баварія           | 2004—05           | 4         | 0         | 2     | 0     | 0         | 0         | 6      | 0      |
| Баварія           | 2005—06           | 6         | 0         | 0     | 0     | 1         | 0         | 7      | 0      |
| Баварія           | 2006—07           | 1         | 0         | 2     | 0     | 1         | 0         | 4      | 0      |
| Баварія           | 2007—08           | 10        | 0         | 1     | 0     | 6         | 0         | 17     | 0      |
| Баварія           | 2008—09           | 26        | 0         | 4     | 0     | 7         | 0         | 37     | 0      |
| Баварія           | 2009—10           | 4         | 0         | 3     | 0     | 0         | 0         | 7      | 0      |
| Баварія           | Усього            | 53        | 0         | 12    | 0     | 15        | 0         | 80     | 0      |
| Усього за кар'єру | Усього за кар'єру | 53        | 0         | 12    | 0     | 15        | 0         | 80     | 0      |

## Досягнення
- Володар Кубка Німецької ліги: 2004, 2007
- Володар Кубка Німеччини: 2005, 2006, 2008, 2010
- Чемпіон Німеччини: 2005, 2006, 2008, 2010
- Чемпіон Регіоналліги Південь: 2004
- Фіналіст Ліги чемпіонів 2009—2010